# Leah Ayalon
Leah Ayalon là nữ thi sĩ Israel, sinh tại Jerusalem nơi bà đã sống cho đến nay. Bà học khoa văn học so sánh tại Đại học Hebrew tại Jerusalem và công tác ở Thư viện Quốc gia. Bà sáng tác cả thơ lẫn văn xuôi; tuyển tập truyện ngắn đầu tiên của bà được xuất bản năm 1991. Leah Ayalon đã giành được một số giải thưởng văn học, trong đó có cả giải Jerusalem. Thơ bà đã được dịch sang các thứ tiếng Tây Ban Nha, Bồ Đào Nha, Anh, Estonia, Nga, Pháp, Ba Lan, Ukraina, Séc, Việt và tiếng Trung Quốc.

## Tác phẩm
- Dưới nước (thơ, 1983)
- Đây là thiên đường (thơ, 1984)
- Daniel Daniel (thơ, 1988)
- Lý thuyết trò chơi (truyện ngắn, 2002)
- Chúa của con và con sẽ nguyện cầu Người (tiểu thuyết, 2004)

## Trích thơ
Tìm nhau
Bước theo bước chậm con sên
Khi sên đứng lại lối bên em dừng
Quanh trời em thấy tối bưng
Tình yêu em bỗng nhớ thương anh nhiều
Nghĩ rằng đúng lý bao nhiêu
Phóng xe không nệ sớm chiều kiếm anh
Vội vàng vượt gió đi nhanh
Hiện thực hơn cả tình anh ngôn từ
Làm cho sự sống thiên thu
Dễ dàng nảy nở chẳng bù mưa sa
Ánh trăng mềm mỏng và thưa
Lấp la lấp lánh chiếu vừa kính xe
Bó hồng em đặt liền kề
Anh ơi anh hãy say mê ngọt ngào
Theo anh trăng tỏa dạt dào
Con sên bò ướt trên tao ướt mềm
Nhưng khi anh đến gần em
Cánh tay áo cuộn êm đềm khuỷu tay
Em đều quên hết phút này
Em ưa đứng tựa tường đây em nhìn
Má hồng em sẵn dâng anh
Tối sầm về phía sông xanh màu vườn
Mấy con rùa giẫm bụi đường
Sóng sông em thấy chúng luôn thanh bình
Hồn em hy vọng mông mênh
Trang nghiêm em thấy sông yên mà thèm
Buộc em sống lại với em
Đây là dấu hiệu êm đềm ngoài trong
Trăng lành - hồng mát - ốc sên
Cả ba là một gợi nên tâm tình
Tựa vào tường em của anh
Mắt to em đợi hôn lành anh trao
(Nguyễn Xuân Sanh dịch qua bản tiếng Pháp)
Nguồn: Thơ Ix-ra-en đương đại/ Nhà xuất bản Văn Học, 1996.